# Mount Allan Thomson
Mount Allan Thomson ist ein über 1400 m hoher Berg mit schwarzem Gipfel im ostantarktischen Viktorialand. Er ragt an der Nordseite des Mackay-Gletschers rund 5 km westlich der Einmündung des Cleveland-Gletschers auf.
Kartiert und benannt wurde der Berg im Zuge der Terra-Nova-Expedition (1910–1913) unter der Leitung des britischen Polarforschers Robert Falcon Scott. Namensgeber ist der neuseeländische Geologe James Allan Thomson (1881–1928), der bei der Ausfertigung der wissenschaftlichen Berichte zur Nimrod-Expedition (1907–1909) des britischen Polarforschers Ernest Shackleton behilflich war.